# Derthona Foot Ball Club 1924-1925
Questa pagina raccoglie i dati riguardanti il  Derthona Foot Ball Club nelle competizioni ufficiali della stagione 1924-1925.

## Stagione
In questa stagione 1924-1925 il Derthona disputa il girone B del campionato di Lega Nord di Prima Divisione, allenato dal tecnico Natale Carlo Oddone, non riesce a mantenere la prestigiosa categoria, essendosi piazzato all'ultimo posto del torneo con soli 13 punti raccolti in 24 incontri giocati. Con il Derthona è retrocessa la Spal che ha perso (3-1) lo spareggio salvezza con il Mantova. Il girone lo ha vinto il Bologna con 34 punti, poi ha battuto il Genoa, vincitore del girone A di Lega Nord, poi ha vinto la finale scudetto con l'Alba Roma, vincendo il primo titolo di Campione d'Italia.

## Rosa
| N. |                   | Ruolo | Calciatore         |
| -- | ----------------- | ----- | ------------------ |
|    | Italia (bandiera) | D     | Marziano Barbieri  |
|    | Italia (bandiera) | A     | Armando Bellolio   |
|    | Italia (bandiera) | C     | Pietro Bonelli     |
|    | Italia (bandiera) | D     | Onorato Bonzani    |
|    | Italia (bandiera) | P     | Mattia Cerruti     |
|    | Italia (bandiera) | A     | Carlo Crotti       |
|    | Italia (bandiera) | D     | Erminio Gatti      |
|    | Italia (bandiera) | C     | Guido Gaviglio     |
|    | Italia (bandiera) | C     | Giuseppe Ghiglione |
|    | Italia (bandiera) | A     | Carlo Gianelli     |

| N. |                   | Ruolo | Calciatore                 |
| -- | ----------------- | ----- | -------------------------- |
|    | Italia (bandiera) | A     | Gianleoni                  |
|    | Italia (bandiera) | P     | Manolli                    |
|    | Italia (bandiera) | C     | Natale Muratori            |
|    | Italia (bandiera) | A     | Mario Piccinini            |
|    | Italia (bandiera) | D     | Pierini                    |
|    | Italia (bandiera) | D     | Mario Rabaglio             |
|    | Italia (bandiera) | D     | Antonio Re                 |
|    | Italia (bandiera) | P     | Todero                     |
|    | Italia (bandiera) | C     | Giovanni Battista Traverso |
|    | Italia (bandiera) | P     | Pietro Vaccari             |

## Risultati

### Prima Divisione

#### Lega Nord - Girone B

##### Girone di andata
| Arbitro: | Sanguineti (Genova) |

|              |           |                        |
| Gianelli 49’ | Marcatori | 25’ (aut.) M. Barbieri |

| Arbitro: | De Rensis (Genova) |

|              |           |              |
| Traverso 63’ | Marcatori | 16’ D'Aquino |

| Arbitro: | Franciosini (Modena) |

|                                     |           |                   |
| Soldati 10’ Savelli 20’ V. Papa 85’ | Marcatori | 15’, 30’ Traverso |

| Arbitro: | U. Gama (Milano) |

|                    |           |  |
| Toselli 88’ (rig.) | Marcatori |  |

| Arbitro: | Guarnieri (Milano) |

|  |           |                                    |
|  | Marcatori | 37’, 54’ F. Fava 75’ (rig.) Capris |

| Arbitro: | G.Crivelli (Milano) |

|                                 |           |            |
| Barzan 26’ (rig.) A. Busini 61’ | Marcatori | 27’ Crotti |

| Arbitro: | Merani (La Spezia) |

|  |           |                           |
|  | Marcatori | 5’ Rosetta 42’ M. Ferrero |

| Alessandria 7 dicembre 1924 8ª giornata | Alessandria       | 0 – 0 | Derthona | Campo degli Orti\| Arbitro: \| Livraghi (Milano) \| |
| Arbitro:                                | Livraghi (Milano) |       |          |                                                     |

| 14 dicembre 1924 9ª giornata |  | – Turno di riposo Derthona |  |  |

| Arbitro: | Pelli (Genova) |

|                                                                   |           |                                |
| Pitto 26’ (rig.) 68’ A. Bandini 34’ Magnozzi 42’, 59’ Paolini 51’ | Marcatori | 7’ Crotti 27’ (aut.) Guarducci |

| Arbitro: | Majani (Torino) |

|                                                     |           |                     |
| Preuss 2’, 86’ A. Prosperi 30’, 46’ I. Prosperi 59’ | Marcatori | 82’ (rig.) Gaviglio |

| Arbitro: | A.Gama (Milano) |

|                   |           |                                                    |
| Bellolio 14’, 46’ | Marcatori | 6’ Della Valle 18’ Muzzioli 21’ Schiavio 85’ Baldi |

| Arbitro: | Turriti (Firenze) |

|                             |           |                        |
| Baccilieri 11’ Banchero 15’ | Marcatori | 35’ Bonelli 75’ Crotti |

##### Girone di ritorno
| Arbitro: | Gera (Torino) |

|                                                |           |  |
| Ardissone 9’, 50’ Ceria 28’ Mattuteia 57’, 60’ | Marcatori |  |

| Arbitro: | Brunetti (Torino) |

|                             |           |              |
| R. D'Aquino 1’ Reynaudi 88’ | Marcatori | 55’ Gianelli |

| Arbitro: | Gera (Torino) |

|  |           |                                           |
|  | Marcatori | 14’ Poggia 43’ Ostromann 51’ Santagostino |

| Arbitro: | Mancini (Milano) |

|              |           |  |
| Gaviglio 34’ | Marcatori |  |

| Arbitro: | Ferro (Milano) |

|                                |           |              |
| Poggi 16’, 30’, 53’ Cusano 72’ | Marcatori | 69’ Bellolio |

| Arbitro: | Galletti (Genova) |

|                                 |           |  |
| Gianelli 67’ Bonzani 85’ (rig.) | Marcatori |  |

| Arbitro: | Pinasco (Genova) |

|                  |           |              |
| Pastore 21’, 37’ | Marcatori | 39’ Bellolio |

| Arbitro: | Guarnieri (Milano) |

|            |           |                 |
| Crotti 50’ | Marcatori | 69’ R. Cattaneo |

| 12 aprile 1925 22ª giornata |  | – Turno di riposo del Derthona |  |  |

| Arbitro: | Pinasco (Sestri Ponente) |

|                |           |              |
| Crotti 8’, 87’ | Marcatori | 27’ Magnozzi |

| Arbitro: | Sanguineti (Genova) |

|                              |           |  |
| Gianelli 37’, 45’ Crotti 77’ | Marcatori |  |

| Arbitro: | Bonello (Venezia) |

|                                        |           |            |
| Schiavio 28’, 39’, 44’ Della Valle 33’ | Marcatori | 42’ Crotti |

| Arbitro: | G.Crivelli (Milano) |

|                         |           |                |
| Crotti 46’ Bellolio 80’ | Marcatori | 4’ Bertacchini |

## Statistiche

### Statistiche di squadra
| Competizione    | Punti | In casa | In casa | In casa | In casa | In casa | In casa | In trasferta | In trasferta | In trasferta | In trasferta | In trasferta | In trasferta | Totale | Totale | Totale | Totale | Totale | Totale | DR  |
| Competizione    | Punti | G       | V       | N       | P       | Gf      | Gs      | G            | V            | N            | P            | Gf           | Gs           | G      | V      | N      | P      | Gf     | Gs     | DR  |
| --------------- | ----- | ------- | ------- | ------- | ------- | ------- | ------- | ------------ | ------------ | ------------ | ------------ | ------------ | ------------ | ------ | ------ | ------ | ------ | ------ | ------ | --- |
| Prima Divisione | 13    | 12      | 4       | 3       | 5       | 13      | 18      | 12           | 0            | 2            | 10           | 12           | 36           | 24     | 4      | 5      | 15     | 25     | 54     | -29 |

### Statistiche dei giocatori
| Giocatore     | Prima Divisione | Prima Divisione |
| Giocatore     | Presenze        | Reti            |
| ------------- | --------------- | --------------- |
| M. Barbieri   | 11              | 0               |
| A. Bellolio   | 19              | 4               |
| P. Bonelli    | 21              | 1               |
| O. Bonzani    | 21              | 1               |
| M. Cerruti    | 19              | -38             |
| C. Crotti     | 23              | 7               |
| E. Gatti      | 23              | 1               |
| G. Gaviglio   | 13              | 2               |
| G. Ghiglione  | 20              | 0               |
| C. Gianelli   | 23              | 5               |
| Gianleoni     | 1               | 0               |
| Manolli       | 1               | -4              |
| N. Muratori   | 3               | 0               |
| M. Piccinini  | 3               | 0               |
| Pierini       | 1               | 0               |
| M. Rabaglio   | 23              | 0               |
| A. Re         | 22              | 0               |
| Todero        | 3               | -7              |
| G.B. Traverso | 12              | 3               |
| P. Vaccari    | 1               | -3              |